# زنده‌انگاری مواد
هیلوزوئیسم یا زنده‌انگاری مواد (به انگلیسی Hylozoism) دیدگاهی فلسفی است که عنوان می‌کند ماده از برخی جهات زنده است. قدمت این مفهوم به فلسفه پیشاسقراطی و مکتب ملطی بر می‌گردد.

## خاستگاه
مفهوم زنده‌انگاری مواد یا هیلوزوئیسم برای نخستین بار با عبارت Hylozoism در سال در ۱۶۷۸ توسط رالف کادورث (به انگلیسی Ralph Cudworth) به زبان انگلیسی معرفی شد. پیشینه‌ی این مفهوم به فلاسفهٔ ایونیا بازمی‌گردد. آن‌ها معتقد بودند که ماده دارای حیات یا احساس است و یا به بیان دیگر حیات و ماده از یکدیگر جدایی‌ناپذیر هستند. تالس بر اساس این نظریه عقیده داشت که حتی آهنربا دارای روح است زیرا دارای نیروی جذب اشیای فلزی است

## مفاهیم مرتبط
گرچه بین ذهن‌مندی (Hylopsychism) و زنده‌انگاری مواد (Hylozoism) تفاوت وجود دارد، اما در عمل حفظ این تمایز دشوار است زیرا ماده‌زنده‌انگاران باستانی نه تنها ارواح جهان ماده و گیاه را زنده فرض می‌کردند بلکه کم و بیش برای آن‌ها خودآگاهی هم فرض می‌کردند. همچنین مفهوم روح باوری که تمایل دارد که زندگی را به شکل ارواح گسسته مشاهده کند، و همه‌روان‌انگاری (Panpsychism) به دیدگاه‌های فلسفی افرادی مانند گوتفرید لایبنیتس اشاره دارد نیز شباهت‌هایی با این مفهوم دارد. زنده‌انگاری مواد تا حد زیادی به دیدگاه‌های فلاسفهٔ پیشاسقراطی مانند تالس و آناکسیمنس اشاره دارد.